# Carache (Venezuela)
Pour les articles homonymes, voir Carache.
Carache est une ville de l'État de Trujillo au Venezuela, capitale de la paroisse civile de Carache et chef-lieu de la municipalité de Carache.

## Lieux et monuments
- Place Bolívar ;
- Église

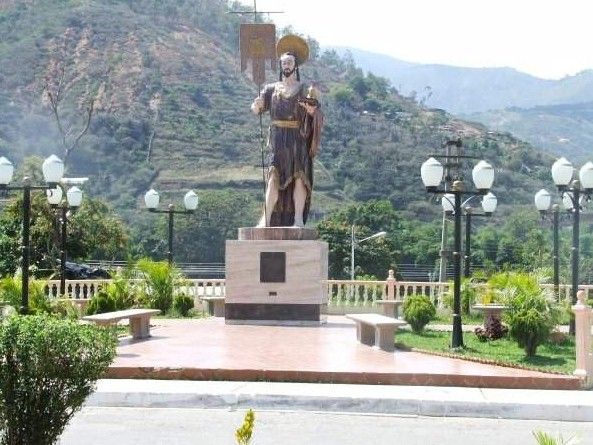
Entrée de la localité
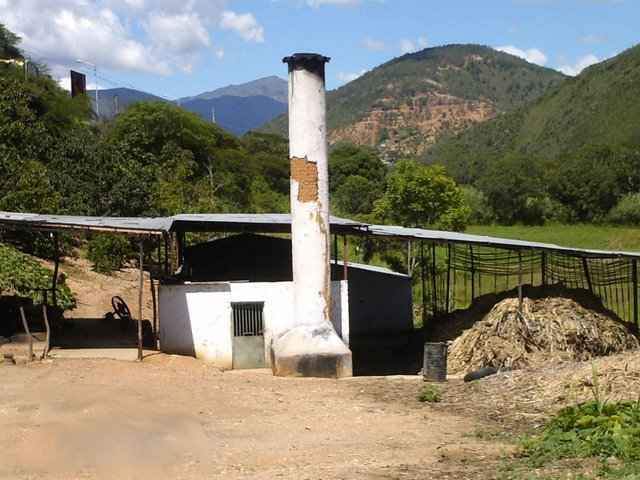
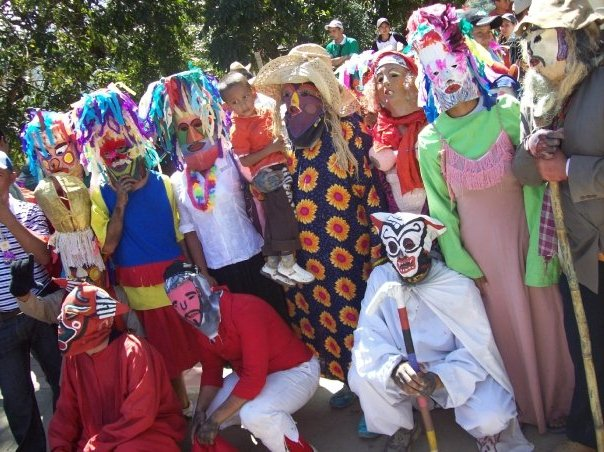